# Jacopo Sigoni
Jacopo Sigoni (Montevarchi, 1579 – Montevarchi, 1658) è stato un medico, religioso e storiografo italiano.
Figlio di Antonio di messer Tommaso Sigoni, studiò medicina molto probabilmente all'Università di Pisa come molti altri dottori montevarchini del suo tempo e, dopo essersi laureato, esercitò la professione di medico condotto prima nel Casentino e poi nel Valdarno.
Successivamente però prese l'abito religioso ed entrò a far parte del capitolo dei canonici della Collegiata di San Lorenzo di Montevarchi e forse è lui quel Jacopo Segoni che nel 1639 risultava essere cappellano a Santa Maria al Giglio.
E proprio nel 1639 Sigoni dette ancora un'altra svolta alla sua vita cominciando ad interessarsi di storia montevarchina e diventandone cronachista. È del 16 dicembre 1639 infatti una sua lettera manoscritta, conservata alla Biblioteca nazionale di Francia a Parigi, che, indirizzata ad un cardinale di cui si tace il nome, si intitola appunto "Relazione della venuta de' Conti Guidi in Italia e del Sacrosanto Latte della Beata Vergine portato a Montevarchi". L'opera riveduta e corretta uscì poi in una versione a stampa del 1653 presso l'editore fiorentino Gio: Antonio Bonardi con il titolo "Relazione della venuta a Montevarchi del sacrosanto latte della gran Madre di Dio".
Incoraggiato da questa prima pubblicazione, quasi sicuramente finanziata dalla Fraternita del Sacro Latte, Sigoni si convinse di poter essere in grado di affrontare l'ambiziosa e mai tentata prima impresa editoriale di scrivere, per la prima volta, una completa e dettagliata "Storia di Montevarchi" che, allora come oggi, rimane la più grande storia mai raccontata in città. Non ci riuscì perché, dovendo omettere fatti e manipolare le informazioni che avrebbero potuto mettere in imbarazzo i potentati locali, arrivò solo ad abbozzare una "Cronica breve della Terra di Montevarchi", conservata manoscritta e stranamente inedita presso l'Accademia Valdarnese del Poggio di Montevarchi, che però, a parte alcuni spunti originali, ha più a che fare col favolistico, e dunque con il propagandistico, che con la storiografia.
Da qui il lapidario il giudizio su di lui di Prospero Gasparo Conti, anche lui canonico e cronachista montevarchino ma di fine '700 e di ben altro spessore: «[Jacopo Sigoni] era certamente un Uomo più pio che dotto; pieno di buona volontà ma scarso d'ingegno e mancante affatto di buon criterio come gli scritti suoi fanno conoscere. Appassionato solamente per l'onor della Patria e verso la Reliquia del Sacro Latte trasportato forse oltre ai confini di una ragionevole, e regolata, divozione».